# Markus Zberg
Markus Zberg (født 27. juni 1974) er en tidligere schweizisk professionel cykelrytter. Han cyklede i 5 år for cykelholdet Gerolsteiner.
Han valgte at stoppe sin karriere d. 15. august 2009 efter et styrt i Tour de l'Ain, da han frygtede for sin milt.

## Største resultater
1996
1. plads, 5. etape, GP Wilhelm Tell
1998
1. plads, Stausee-Rundfahrt Klingnau
1. plads, 6. etape, Settimana Ciclistica Lombarda
1. plads, 3. etape, Tour de Suisse
Vuelta a España
1. plads, 1. og 22. etape
1999
1. plads, Milano-Torino
2. plads, World Cycling Championships Road Race
2. plads, Samlet klassement, Paris-Nice
2. plads, GP Ouest-France
2000
 National mester, linjeløb
3. plads, Amstel Gold Race
2001
1. plads, Rund um den Henninger Turm
1. plads, Stage 3, Tirreno-Adriatico
4th, Amstel Gold Race
2002
3. plads, Milan-Sanremo
2003
3. plads, Tre Valli Varesine
2004
2. plads, GP Kanton Aargau
2005
3. plads, Rund um den Henninger Turm
2006
1. plads, 7. etape, Paris-Nice
1. plads, Stadtkriterium Thun
2008
 National mester, linjeløb